# موزه باست‌لاو

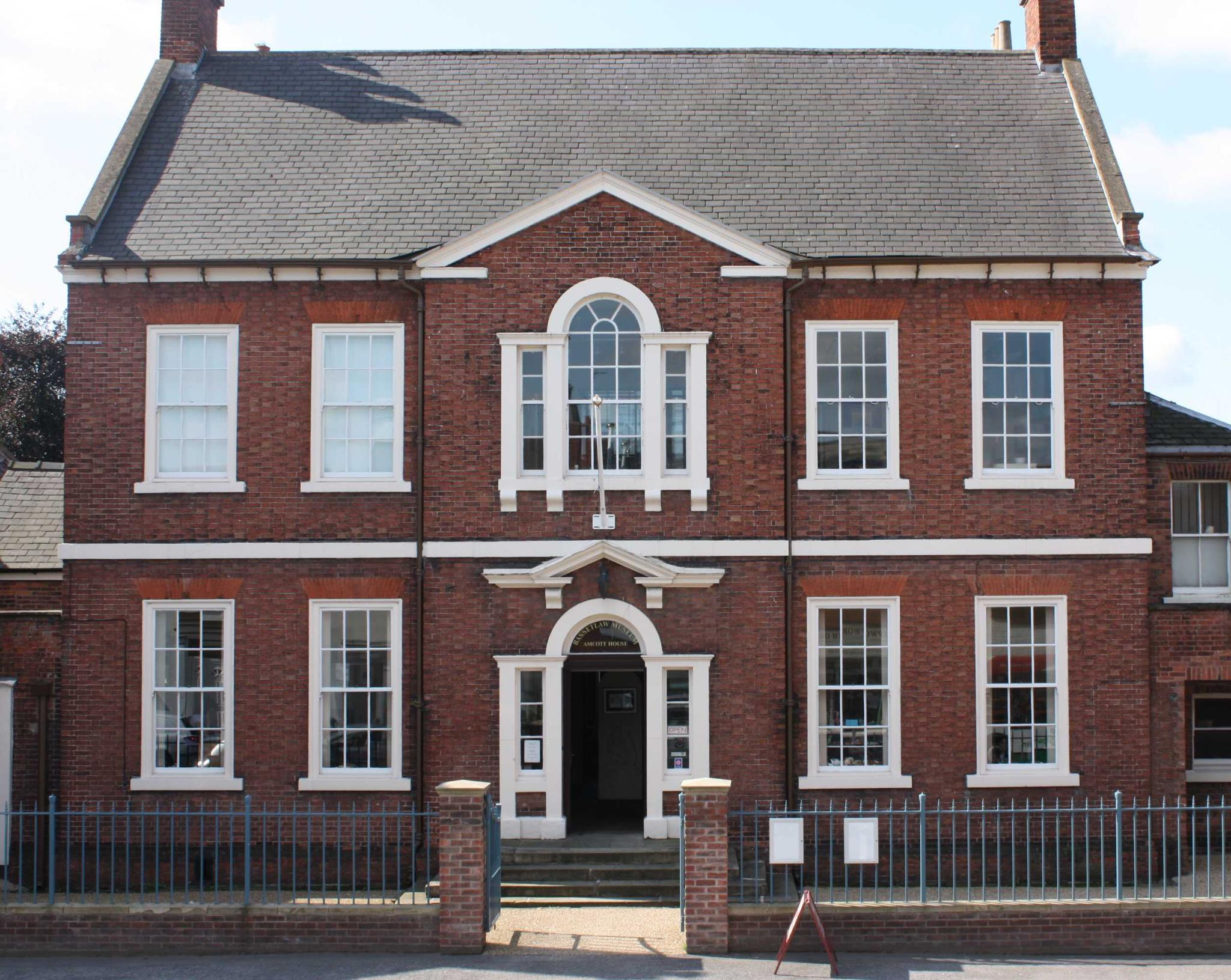
موزه باست‌لاو

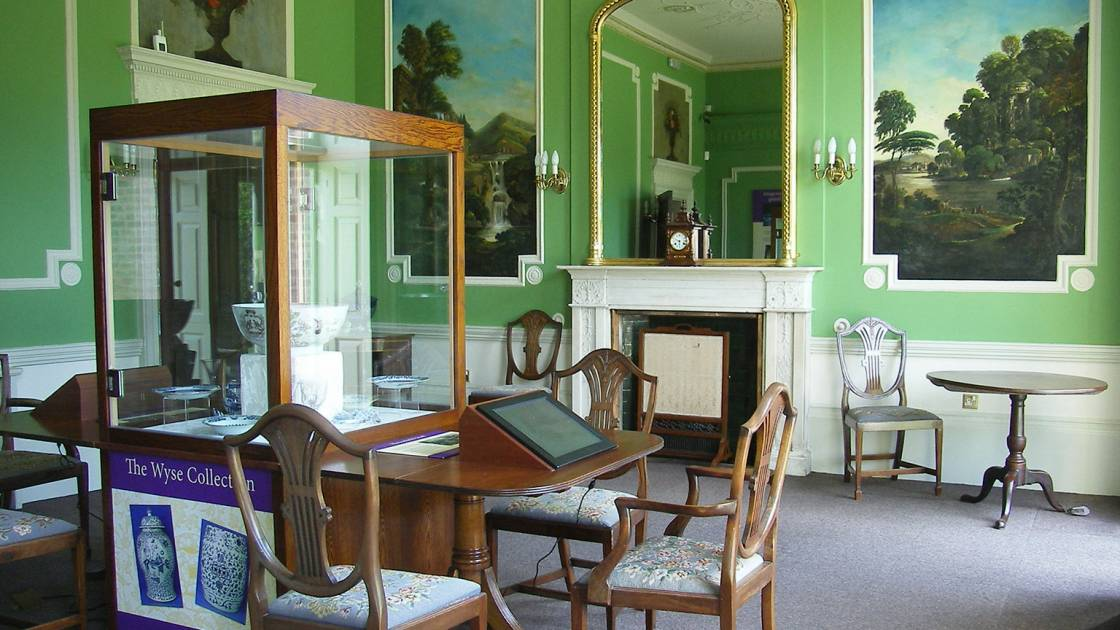
نمای داخل موزه باست‌لاو

موزه باست‌لاو موزه‌ای در رتفورد، ناتینگهام‌شر است که تاریخچه شمال ناتینگهام‌شایر را از زمان‌های اولیه تا امروز مستند می‌کند. این موزه در خیابان گروو، رتفورد واقع شده است.

## تاریخچه
موزه باست‌لاو در سال ۱۹۸۳ ایجاد شد و دارای تعدادی مجموعه است که توسط مردم منطقه به این موزه اهدا شده است. این مجموعه‌ها شامل تاریخ محلی، باستان‌شناسی، هنرهای تزئینی و زیبا، کشاورزی، لباس و منسوجات است. این موزه در قرن هجدهم در فهرست درجه ۲ امکات هاوس در خیابان گروو، رتفورد، قرار داشت اما در سال ۱۹۸۶ نقل مکان کرد. ورود به این موزه رایگان است.

## مجموعه‌های برجسته موزه
- گالری هنری - ساخته شده در سال ۱۹۹۴ و تا حدودی توسط صندوق یادبود قوانین پرسی باشگاه روتاری رتفورد تأمین مالی شده است.
- عکاسی - شامل ۲۱۰۰۰ نگاتیو معروف به مجموعه ولچمن است که توسط عکاسان حرفه ای ادگار ولچمن و پسر گرو استریت، رتفورد بین سالهای ۱۹۱۰ و ۱۹۶۰ گرفته شده است. مجموعه عکس در موزه همچنین شامل بیش از ۲۵۰۰۰ عکس از شهرها و روستاهای شمال ناتینگهام شایر و افرادی است که از حدود دهه ۱۸۵۰ به بعد در آنجا زندگی می‌کردند.[۳]
- شوالیه کارلتون-این-لیندریک
- قایق چوبی آنگلوساکسون
- اتوکروم‌های استفان پگلر
- گالری زائران - که در سال ۲۰۱۹ برای بزرگداشت ۴۰۰ سالگرد سفر Mayflower به آمریکا در سال ۱۶۲۰ افتتاح شد. گالری بازآفرینی از مطالعه ویلیام بروستر است.[۴][۵]
- مرکز میراث روستایی
- لباس

## جوایز
- موزه باست‌لاو در سال ۲۰۰۹ به عنوان موزه سال ناتینگهام شایر انتخاب شد.
- در سال ۲۰۰۲ صندوق قرعه کشی هریتیج کمکی ۷۸۰۰۰ پوندی به موزه داد تا امکان خرید و دیجیتالی کردن مجموعه ولچمن را فراهم کند.
- در سال ۲۰۱۹، ۷۵۰۰۰۰ پوند که ۴۵۰۰۰۰ پوند توسط صندوق قرعه کشی هریتیج تأمین گردید و بقیه آن از منابع محلی به موزه برای ساخت گالری بازدیدکنندگان داده شد.[۶]